# Bapu Deva Sastri
Bapu Deva Sastri, auch Bapudeva Sastri, auch Shastri, (* 1. November 1821 in Poona; † 1890) war ein indischer Astronom und Mathematiker.

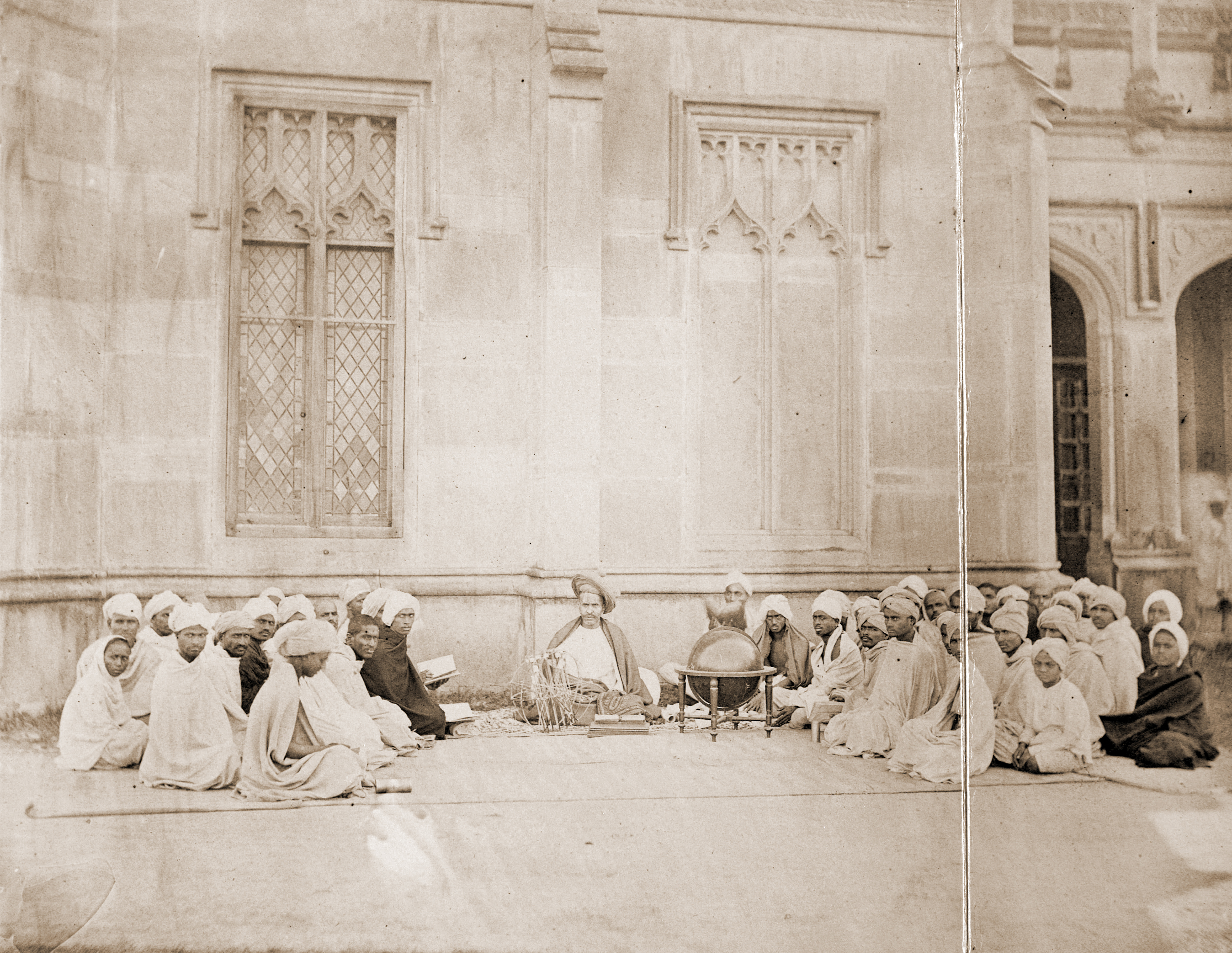
Bapudeva Sastri als Astronomieprofessor am Queen’s College in Varanasi 1870

Bapu Deva Sastri stammte aus einer gut situierten Maratha-Brahmanenfamilie in Maharashtra. Er ging in Nagpur zur Schule, studierte die mathematischen Klassiker von Bhaskara II. an der Sanskrit Schule von Sehore auf Empfehlung von Lancelot Wilkinson (einem britischen Verwaltungsbeamten), der dort auch zu seinen Lehrern in westlicher Mathematik (Euklid) und Wissenschaft gehörte. Ab 1842 lehrte er Mathematik und Astronomie an der Government Sanskrit School in Varanasi (Benares). 1889 ging er in den Ruhestand, sein Nachfolger wurde Sudhakara Dvivedi.
Bapu Deva Sastri lehrte Astronomie und Mathematik sowohl nach westlichen als auch nach klassischen indischen Vorbildern. Er veröffentlichte Mathematikbücher in Hindi.
Er übersetzte das Siddhanta Siromani von Bhaskara II., veröffentlicht in Benares 1891 (mit seinem Schüler Chandra Deva). Mit Lancelot Wilkinson schrieb er einen Kommentar zum Surya Siddhanta, einem klassischen indischen Buch über Astronomie.
Er war Fellow der Asiatic Society of Bengal, der Royal Asiatic Society und der Universitäten von Kalkutta und Allahabad. 1878 wurde er Companion of the Most Eminent Order of the Indian Empire.